# 혁명군사평의회
혁명군사평의회(러시아어: Революционный Военный Совет, РВСР 레볼류치온니 보옌니 소베트[*])는 러시아 소비에트 연방 사회주의 공화국 및 그 후신인 소비에트 연방의 최고 군사기구이다. 혁명군평의회(러시아어: Реввоенсовет 레보옌소베트[*])라고도 한다. 

## 역사
혁명군사평의회 이전에는 최고군사평의회(러시아어: Высший военный совет 비스시 보옌니 소베트[*]) 및 군사해사인민위원평의회의 작전부가 군사 기구로 존재했다.
1918년 9월 2일 전러시아 중앙집행위원회(VTsIK) 법령으로 설치되었다. 혁명군사평의회 설치 법령에 의해 모든 전선 및 군사조직은 혁군평의회 주석의 지휘 하에 속하게 되었으며, 혁명군사평의회 2인자인 총사령관이 전략 및 작전 단계를 책임졌다. 혁군평의회 주석은 VTsIK에 의해 임명되었으며 군사해사인민위원을 겸했다.
초대 혁군평의회 주석은 레프 트로츠키이며, 그를 보좌한 총사령관은 라트비아 소총병 출신의 이오아킴 바체티스이다. 이후 1919년 7월 세르게이 카메네프가 후임 총사령관이 되어 1924년까지 재임했다.
1918년 11월 30일 노동방어평의회가 설립되었는데, 소련 정부수반 블라디미르 레닌이 수장을 맡았고 혁명군사평의회 대표로서 트로츠키도 참여했다. 이외에 VTsIK 대표인 이오시프 스탈린을 비롯 여러 인민위원들이 노동방어평의회에 참석했다.
1934년 6월 20일 소련 중앙집행위원회와 소련 인민위원평의회의 결의로 폐지되었다.
군사혁명위원회와 군사혁명평의회와는 다른 조직이다 .

## 지도부
주석
- 레프 트로츠키 (1918년 9월 6일-1925년 1월 26일)
- 미하일 프룬제 (1925년 1월 26일-1925년 10월 31일)
- 클리멘트 보로실로프 (1925년 11월 6일-1934년 6월 20일)

주석대리
- 예프라임 스클랸스키 (1918년 10월 22일-1924년 3월 11일)
- 미하일 프룬제 (1924년 3월 11일-1925년 1월 26일)
- 이오시프 운실리흐트 (1925년 2월 6일-1930년 6월 2일)
- 미하일 라셰비치 (1925년 11월 6일-1927년 5월 20일)
- 세르게이 카메네프 (1927년 5월 20일-1934년 6월 20일)
- 얀 가마르니크 (1930년 6월 2일-1934년 6월 20일)
- 이예로님 우보레비치 (1930년 6월 2일-1931년 6월 11일)
- 미하일 투하쳅스키 (1931년 6월 11일-1934년 6월 20일)

## 같이 보기
- 군사혁명위원회

## 참고 문헌
- Earl F. Ziemke: The Red Army 1918–1941: From Vanguard of World Revolution to US Ally. Frank Cass, New York 2004.